# Emanuela Pacotto
Emanuela Pacotto (Milano, 7 giugno 1965) è una doppiatrice, attrice e cantante italiana, nota soprattutto per aver doppiato molti personaggi di serie animate giapponesi, tra cui Jessie in Pokémon, Nami in One Piece, Bulma in Dragon Ball e Sakura Haruno in Naruto, mentre nell'ambito dell'animazione americana è conosciuta per aver dato voce a Twilight Sparkle in My Little Pony - L'amicizia è magica nonché alla bambola Barbie in quasi tutte le sue apparizioni.
È lei stessa un'estimatrice degli anime e si prodiga attivamente per la diffusione della cultura pop giapponese, partecipando regolarmente a fiere, rassegne ed eventi, esibendosi in spettacoli con le voci dei suoi personaggi celebri e cantando sigle originali in lingua giapponese. Nell'edizione italiana dell'anime Shugo Chara - La magia del cuore canta gli intermezzi musicali tradotti in italiano.

## Biografia
Sin da piccola mosse i suoi primi passi nell'ambito dello spettacolo partecipando a concorsi canori, sceneggiati televisivi e servizi pubblicitari. La sua carriera canora continuò nel coro dei Piccoli Cantori di Milano diretti da Ninì Comolli, incidendo varie sigle televisive. Nel 1975 fu scelta tra più di cinquecento bambini per La bambola abbandonata, facendo il suo debutto teatrale per la regia di Giorgio Strehler.
Dopo aver formato un gruppo con alcuni suoi ex-compagni del coro dei cantori di Milano, dal nome Teen Agers, Emanuela continuò a studiare danza classica. Nonostante frequentasse già la scuola privata di recitazione Centro Teatro Attivo di Milano, diretto da Nicoletta Ramorino, a 17 anni superò l'esame di ammissione all'Accademia d'arte dei Filodrammatici, riuscendo così a diplomarsi attrice.
Dopo svariati ruoli d'attrice, venne scelta per interpretare il ruolo di Marika in Kiss Me Licia, la versione recitata dell'omonimo cartone giapponese. In questo telefilm figura e voce vengono separate, infatti gli attori venivano ridoppiati dai doppiatori italiani dello stesso anime. A un certo punto della serie la doppiatrice del personaggio di Marika, Elisabetta Cucci, dovette venir meno al suo ruolo, ci si pose così il problema di chi dovesse doppiare Emanuela e venne infine proposto che fosse lei stessa a ridoppiare il proprio personaggio, così da quel momento rimase agganciata al mondo del doppiaggio.
È stato l'inizio della carriera di doppiatrice per la Pacotto, che negli anni seguenti ha prestato la voce ad alcuni degli anime più visti in Italia. Tra i più noti, si possono ricordare Bulma in Dragon Ball, Dragon Ball Z, Dragon Ball GT e Dragon Ball - La saga, Lisa in Lisa e Seya un solo cuore per lo stesso segreto, Sakura Haruno in Naruto, Nami in One Piece e Jessie in Pokémon. Allo stesso modo presta la sua voce anche in altri programmi, videogiochi e spot televisivi.
Emanuela Pacotto ha partecipato a diverse manifestazioni come Romics, Lucca Comics, Cartoomics e Fumettopoli, cantando alcune sigle originali di anime in lingua giapponese quali Bon Voyage di One Piece e Plenty of Grit di Slayers Revolution.
Nel 2010 ha partecipato al Japan Anime Live, il più grande show europeo sugli anime prodotto interamente dal Giappone. Si è esibita nei momenti dedicati al doppiaggio "live" ed è stata anche l'inviata ufficiale dei reportage curati dal team Ambitionworld.it,
Con la produzione del team Ambitionworld.it e la regia di Massimiliano Coltorti, il 3 novembre 2012 si è esibita nel concerto Emanuela Pacotto - iDOL AMBITION Live Concert, diventando la prima artista occidentale ad aver realizzato uno spettacolo in stile "Idol", interpretando sigle di anime in giapponese al di fuori del Giappone. Ha tenuto due spettacoli, il primo al Lucca Comics & Games il secondo a Etna Comics nel giugno dell'anno successivo. Nel 2017 è tornata ad esibirsi come cantante nel concerto di chiusura della manifestazione Rai - Cartoons on the Bay con il nuovo spettacolo iDOL 2.0 - Anime Tribute Live Concert, versione "estesa" del primo iDOL, in cui si sono avvicendati vari ospiti tra cui Renato Novara (voce di Rubber/Luffy - One Piece), Patrizia Scianca (voce di Nico Robin - One Piece), Federica Valenti (voce di Chopper - One Piece). Ospite il cantante/musicista Giorgio Vanni con cui ha duettato, per la prima volta in assoluto, la sigla italiana What's my Destiny Dragon Ball.
Censors è un film per il web pubblicato il 2 novembre 2015 su YouTube, in cui Emanuela interpreta tre ruoli differenti.
Censors ha collezionato sei premi al Rome Web Awards 2016, tra i quali il premio quale Miglior Attrice. Durante la presentazione mondiale di Censors, Emanuela viene insignita dell’onorificenza “Amica di Lucca” dal Presidente di Lucca Comics & Games, Francesco Caredio.
È co-produttrice, autrice e interprete delle web serie Favolananna (presentata al Lucca Comics & Games 2016) e #animeribelli, entrambe dirette da Massimiliano Coltorti. Nella seconda, ella dà voce alle action figure dei suoi personaggi più celebri e durante la pandemia di Covid-19 ne ha realizzata una speciale versione nella quale i suoi personaggi, muniti di mascherina, invitano le persone a rimanere a casa. Al diciannovesimo episodio della serie hanno partecipato anche i colleghi Simone D'Andrea e Pietro Ubaldi, realizzando così un motto che riprende quelli tipici del Team Rocket della serie Pokémon.
È autrice del libro di fiabe Favolananna, edito da Poliniani Editore e presentato ufficialmente nel corso di Lucca Comics & Games 2021. Il libro contiene dodici fiabe illustrate dall’artista Michela Frare, con la prefazione di Nicola Conversa dei Nirkiop e la postfazione di Cristina Scabbia dei Lacuna Coil.
È stata la speaker ufficiale del canale TeenNick.

## Filmografia

### Teatro
- La bambola abbandonata, di Bertold Brecht, regia di Giorgio Strehler (1976)
- Il miracolo della torre Velasca, regia di Umberto Simonetta (1981)
- Indovina chi viene a cena, regia di Gabriele Calindri (1992)

### Cinema
- Italia-Germania 4-3, regia di Andrea Barzini (1990)
- Capitan Cosmo, regia di Carlo Carlei (1990)
- De reditu - Il ritorno, regia di Claudio Bondì (2003)
- Ora e per sempre, regia di Vincenzo Verdecchi (2004)

### Televisione
- Il malinteso, regia di Bruno Rasia
- Olga e i suoi figli, regia di Salvatore Nocita (1985)
- Atelier, regia di Vito Molinari (1986)
- Diciott'anni - Versilia '66, regia di Adolfo Lippi (1986)
- Love Me Licia, (1986)
- Licia dolce Licia, (1987)
- Teneramente Licia, (1987)
- Balliamo e cantiamo con Licia, (1988)
- Occhio di falco, regia di Vittorio De Sisti (1995)
- Ferrari, regia di Carlo Carlei (2003)
- Love Bugs, (2005)

### Web serie
- Censors - The Awakening, regia di Massimiliano Coltorti (2015)
- Favolananna, regia di Massimiliano Coltorti (2016)
- #Animeribelli, regia di Massimiliano Coltorti
- #eManuLive, regia di Massimiliano Coltorti

## Doppiaggio

### Film
- Karan Ashley in Power Rangers - Il film, Power Rangers - Una volta e per sempre
- Alexa Vega in Dennis colpisce ancora
- Andrea Bogard in Dark Wolf
- Eliza Dushku in The Kiss
- Kelly Macdonald in Splendidi amori
- Vanessa Lee Chester in La piccola principessa
- Tatyana Ali in Drom Daze
- Angie Cepeda in Sottosopra
- Koomi Kyono in Takeshis'
- Collien Fernandes in Maial Zombie - Anche i morti lo fanno
- Justin Chapman in Piccola peste s'innamora (1ª versione)
- Lindy Booth in Un magico Natale

### Film d'animazione
- Jessie in Pokémon il film - Mewtwo colpisce ancora, Pokémon 2 - La forza di uno, Pokémon 3 - L'incantesimo degli Unown, Pokémon 4Ever, Pokémon Heroes, Pokémon: Jirachi Wish Maker, Pokémon: Destiny Deoxys, Pokémon: Lucario e il mistero di Mew, Pokémon Ranger e il Tempio del Mare, Pokémon: L'ascesa di Darkrai, Pokémon: Giratina e il Guerriero dei Cieli, Pokémon: Arceus e il Gioiello della Vita, Pokémon: Il re delle illusioni Zoroark, Il film Pokémon: Nero - Victini e Reshiram e Bianco - Victini e Zekrom, Il film Pokémon - Genesect e il risveglio della leggenda, Il film Pokémon - Diancie e il bozzolo della distruzione, Il film Pokémon - Hoopa e lo scontro epocale, Il film Pokémon - Volcanion e la meraviglia meccanica, Il film Pokémon - Scelgo te!, Il film Pokémon - In ognuno di noi, Pokémon: Mewtwo colpisce ancora - L'evoluzione, Il film Pokémon - I segreti della giungla
- Barbie in Barbie e il canto di Natale (anche Eden), Barbie e il castello di diamanti (anche Liana), Barbie - Il Natale perfetto, Barbie e l'avventura nell'oceano (anche Merliah), Barbie e l'avventura nell'oceano 2 (anche Merliah), Barbie in le 12 principesse danzanti (anche Genevieve), Barbie e le scarpette rosa (Kristyn), Barbie e le tre moschettiere (anche Corinne), Barbie Fairytopia - La magia dell'arcobaleno (anche Elina), Barbie - Il segreto delle fate, Barbie - La magia della moda, Barbie - L'accademia per principesse (anche Blair Willows), Barbie Mariposa (Elina), Barbie presenta Pollicina, Barbie principessa dell'isola perduta (Rossella), Barbie - La principessa e la popstar (Tori)
- Nami in One Piece - Per tutto l'oro del mondo, One Piece - Avventura all'Isola Spirale, One Piece - Il tesoro del re, One Piece - Trappola mortale, One Piece - La spada delle sette stelle, One Piece - L'isola segreta del barone Omatsuri, One Piece - I misteri dell'isola meccanica, One Piece - Un'amicizia oltre i confini del mare, One Piece - Il miracolo dei ciliegi in fiore, One Piece - Avventura sulle isole volanti, One Piece 3D - L'inseguimento di Cappello di Paglia, One Piece Film: Z, One Piece Gold - Il film, One Piece Stampede - Il film, One Piece Film: Red
- Bulma in Dragon Ball - La leggenda delle sette sfere (ridoppiaggio), Dragon Ball - La bella addormentata a Castel Demonio (ridoppiaggio), Dragon Ball - Il torneo di Miifan (ridoppiaggio), Dragon Ball Z - La vendetta divina (ridoppiaggio), Dragon Ball Z - Il più forte del mondo (ridoppiaggio), Dragon Ball Z - La grande battaglia per il destino del mondo (ridoppiaggio), Dragon Ball Z - La sfida dei guerrieri invincibili (ridoppiaggio), Dragon Ball Z - Il Super Saiyan della leggenda (ridoppiaggio), Dragon Ball Z - La storia di Trunks (ridoppiaggio), Dragon Ball Z - La minaccia del demone malvagio (ridoppiaggio), Dragon Ball Z - Il diabolico guerriero degli inferi (ridoppiaggio), Dragon Ball Z - L'eroe del pianeta Conuts (ridoppiaggio), Dragon Ball - Il cammino dell'eroe (ridoppiaggio), Dragon Ball Super - Broly, Dragon Ball Super - Super Hero
- Sakura Haruno in Naruto - The Movie: La primavera nel Paese della Neve, Naruto - Battaglia al Villaggio della Cascata, Naruto - Il film: I guardiani del regno della luna crescente, Naruto - Il film: La leggenda della pietra di Gelel, Naruto Shippuden - L'esercito fantasma, Naruto Shippuden - Il maestro e il discepolo, Naruto Shippuden - Eredi della Volontà del Fuoco, Naruto Shippuden - Il film: La torre perduta, Naruto - Il film: La prigione insanguinata, Naruto - La via dei ninja, The Last: Naruto the Movie, Boruto: Naruto the Movie
- Twilight Sparkle in My Little Pony - Equestria Girls, My Little Pony - Equestria Girls - Rainbow Rocks, My Little Pony - Equestria Girls - Friendship Games, My Little Pony - Equestria Girls - Legend of Everfree, My Little Pony - Il film, My Little Pony - Equestria Girls - Magical Movie Night
- Lullaby in Doredò Doremì - La montagna del non ritorno, Ma che magie Doremì - Il cuore delle streghe
- Ciottolina in I Flintstones - Yabba Dabba Do!, Flintstones - Lieto evento a Hollyrock
- Alvin Seville in Alvin e i Chipmunks incontrano Frankenstein, Alvin e i Chipmunks incontrano l'Uomo Lupo
- Orihime Inoue in Bleach: Memories of Nobody
- Lukia Shawl / Dark Ciel in Castigo Celeste XX Angel Rabbie
- Meiko Rokudo in Mikami - Agenzia acchiappafantasmi
- Kasumi Ishiki in King of Thorn (doppiaggio ADC)
- Elle in Lamù - Only You
- Bambola parlante in Lamù - Remember My Love
- Meiko Akizuki in Marmalade Boy - Quello stesso giorno a casa di Yū'
- Quess Paraya in Mobile Suit Gundam: Il contrattacco di Char
- Utena Tenjō in Utena la fillette révolutionnaire - The Movie: Apocalisse adolescenziale
- Haruko Mitsuhashi in Roujin Z
- Mimma in Sailor Moon e il cristallo del cuore
- Occhio di Pesce in Sailor Moon e il mistero dei sogni
- Xenian in Sailor Moon R The Movie - La promessa della rosa (doppiaggio Deneb Film)
- Nakoruru in Samurai Spirits - Apocalisse a Edo
- Natsuki in Summer Wars (doppiaggio ADC)
- Satsuki Yatouji in X
- Sayaka Rama in Demon City Shinjuku, la città dei mostri
- Larry in La grande caccia all'Uovo di Pasqua

### Televisione
- Gilland Jones in I Thunderman
- Tracy Lynn Cruz in Power Rangers Turbo, Power Rangers in Space
- Luvia Petersen in Continuum
- Gillian Jacobs in Community
- Karan Ashley in Mighty Morphin Power Rangers
- Brooke Marie Bridges in Ned - Scuola di sopravvivenza
- Anna Camp in How I Met Your Mother (ep. 9×06 e 9×08)
- Sara Sierra in Una vita
- Susannah Wetzel e Mera Baker in Barney

### Videogiochi
- A sangue freddo: Chi-Ling Cheung, Alexandra Tolstov[10]
- Adera
- Agatha Christie: E non ne rimase nessuno: Vera Claythorne[11]
- Alice: Madness Returns: Alice[12]
- Aliens: Colonial Marines: Sottotenente Reid[13]
- Aliens versus Predator 2: Johnson e Tomiko (voce reale)[14]
- Anno 1503
- Ant Bully - Una vita da formica: Capo infermiere, Formichine[15]
- Arc - Il tramonto degli Spiriti: Nafia, Maru[16]
- Assassin's Creed: Revelations: Laetitia England, Shao Jun, Mirela Djuric
- Assassin's Creed: Valhalla: Gudrun[17]
- Avatar: Avatar (Donna)[18]
- Backyard Basketball
- Baldur's Gate - Dark Alliance: Adrianna, Keaira[19]
- Baldur's Gate II: Shadows of Amn: Imoen e Arie[20]
- Barbie Progetto amicizia : Malibu [21]
- Battlefield 4: Greenland[22]
- Big Game Hunter
- Biomutant: spirito della Luce[23]
- Biomutant: spirito della Luce
- BioShock 2: ricombinanti multiplayer
- Blinky Bill e la caverna dei fantasmi: Daisy Dingo[24]
- Borderlands 3: Tyreen Calypso[25]
- Broken Sword: Il sonno del drago: Petra, Candis, Tecnico del Castello, Computer Vernon e Segreteria[26]
- Bulletstorm: Trishka Novak[27]
- Burnout Paradise: DJ Atomika
- Batman: Arkham City
- Crash Tag Team Racing: Pasadena O'Possum e Donna parco giovane[28]
- Crash Team Racing Nitro-Fueled: Ami Bandicoot e Pasadena O'Possum[29]
- Cyberpunk 2077: Regina Jones[30]
- Dark Angel: Beka[31]
- Desperados: Wanted Dead or Alive: Kate O'Hara e Lola[32]
- Destiny: Insonne Femminile[33]
- Destiny 2: Insonne Femminile[34]
- Detroit: Become Human: Rosanna Cartland[35]
- Deus Ex: Human Revolution: Megan Reed[36]
- Deus Ex: Mankind Divided: Megan Reed[37]
- Diablo II: Lord of Destruction: Anya, Incantatrice, Amazzone[38]
- Diablo II: Kashya, Charsi, Incantatrice, Natalya, Amazzone, Blood Raven[38]
- Diablo III: Cacciatrice di demoni[39]
- Diablo III: Reaper of Souls: Cacciatrice di demoni[39]
- Diablo IV: Beitris ed Eivind[40]
- Eat Lead: The Return of Matt Hazard: QA[41]
- Elsword: Ara Haan
- Elsword : Karis
- Everybody 1-2-Switch! : Annuncatrice
- EOE: Eve of Extinction: Elliel
- E.T.: Interplanetary Mission
- E.T l'extraterrestre: Elliot[42]
- Far Cry 3: Blood Dragon: Dottoressa Elizabeth Veronica Darling[43]
- F.E.A.R.
- Fortnite: Voce italiana del trailer della Stagione 2 Capitolo 2 della modalità Battaglia Reale.
- Freddi Pesce - Il caso dei maialini con le pinne: Freddi Pesce[44]
- Gas-Gas entra in gara: Signora Cilindro[45]
- Ghostbuster: Dana Barrett
- Ghostbusters: Il videogioco: Dott.ssa Ilyssa Selwyn[46]
- GoldenEye: Natalya Simonova[47]
- Halo 3: ODST: Veronica Dare
- Halo: Reach: Catherine-B320 "Kat"
- Harry Potter e il prigioniero di Azkaban: Studenti[48]
- Harry Potter e la camera dei segreti: Professoressa Sprout e Studenti[49]
- Harry Potter e la Coppa del Mondo di Quidditch: Cho Chang e Maxine O'Flaherty[50]
- Harry Potter e la pietra filosofale: Professoressa Sprout[51]
- Harry Potter e l'Ordine della Fenice Pomona Sprite
- Hearthstone: Flettimagie e Onyxxia[52]
- Heroes of the Storm: Valla[53]
- Hitman 2: Silent Assassin: Diana Burnwood[54]
- Hitman: Contracts: Diana Burnwood[55]
- Hulk
- Icewind Dale II
- Invizimals: Jazmin Nayar
- Invizimals: Le creature ombra: Jazmin Nayar
- Invizimals: Le tribù scomparse: Jazmin Nayar
- I Puffi: Puffetta
- Il professor Layton e il richiamo dello spettro: Emmy Altava
- Il professor Layton e la maschera dei miracoli: Emmy Altava, Lucille Layton ed Erik Ledore da bambino
- Il professor Layton e l'eredità degli Aslant: Emmy Altava, Lucille Layton e Theodore Bronev (Hershel Layton) da bambino
- Il professor Layton vs. Phoenix Wright: Ace Attorney: Maya Fey
- Inazuma Eleven: Sylvia Woods e Celia Hills[56]
- Inazuma Eleven 2: Silvia Woods, Bellatrix e Victoria Vanguard[57]
- Inazuma Eleven 3: Silvia Woods e Victoria Vanguard[58]
- Inazuma Eleven GO Chrono Stones: Beta, Adé Kébé, Jade Greene e Lunette[59]
- Inazuma Eleven Strikers: Silvia Woods, Victoria Vanguard, Bellatrix/Isabelle Trick e Arion Sherwind[60]
- Just Cause 3: Annika[61]
- Layton's Mystery Journey: Katrielle e il complotto dei milionari: Katrielle Layton
- Iron Man: Whitney Stane, Madame Masque
- James Bond 007: Nightfire
- Kya: Dark Lineage: Kya
- Killzone: Shadow Fall: dr.essa Hillary Massar
- Koudelka: Charlotte D'Lota, Elaine Heyworth
- L'impero delle formiche: Bug (Tutorial Esterno)[62]
- La Bussola d'Oro: Serafina Pekkala
- La Mummia - Il Ritorno: Meela
- La Tana dell'Ombra (DLC di Mass Effect 2): Tala Vasir
- Le avventure di Pongo - Gli animali: Sorella Serpe, Madama Vongola e Sorella Corallo[63]
- Le avventure di Pongo - Gli insetti e le piante: Farfalla, Grillo talpa e fagiolo[64]
- Le avventure di Pongo - Il mondo perduto: Anatra Frei[65]
- Le avventure di Pongo - Ritorno al futuro: Anatra Frei, Robots, Fratellino[66]
- League of Legends: Akali, Sona
- Legacy of Kain: Defiance
- Lego Bionicle: The Game
- Lego Creator
- Lego Extreme Island
- LEGO Star Wars: La saga degli Skywalker: Zorii Bliss[67]
- Mafia: The City of Lost Heaven: Sarah
- Mass Effect 2: Tela Vasir
- Max Payne 2: Vari personaggi
- Midtown Madness 3
- Might and Magic IX
- Mr Moskeeto
- Monster Hunter Wilds: Palico femmina[68]
- Mortal Kombat X: Tanya[69]
- Mortal Kombat 1: Tanya[70]
- No One Lives Forever 2: A Spy in H.A.R.M.'s Way: Isako
- Pitfall: The Lost Expedition
- Quantum Break: Fiona Miller[71]
- Rage: Loosum Hagar[72]
- Resident Evil: Operation Raccoon City, Resident Evil 2: Claire Redfield
- Runaway: A Road Adventure: Sushi Douglas
- Runaway 2: The Dream of the Turtle: Sushi Douglas, Alpha
- Sacred: La leggenda dell'arma sacra: Serafina, Baronessa Vylia, Voci varie
- Scribblenauts Unlimited: la voce di Lily nei filmati.
- Shrek 2: Cappuccetto rosso[73]
- "Skylanders Imaginators": Barbella
- Sonic Generations: Charmy Bee
- Space Colony
- Spider-Man 2: Mary Jane Watson
- Spider-Man 2 (2023): Danika Hart[74]
- Spider-Man: Miles Morales: Danika Hart[75]
- Starcraft 2: Kate Lockwell
- Still Life: Victoria McPherson
- Stronghold: Popolana e produttrice di birra
- Superman: The Man of Steel: Lois Lane
- Syberia II: Anna Voralberg, Sciamana
- Syndicate: Akuma e Valley Forge
- Tenchu: Wrath of Heaven: Ayame
- Tenchu 2: Birth of the Stealth Assassins: Ayame
- The Amazing Spider-Man: Gwen Stacy[76]
- The Darkness II: Angelus[77]
- The Elder Scrolls V: Skyrim: personaggi vari
- Tomb Raider: The Angel of Darkness: Janice e Boaz
- Tony Tough e la notte delle Falene Abbrustolite
- Tron 2.0
- Turok Evolution
- Unreal II: The Awakening
- Vexx: Narratrice
- Viking: Freya
- Whiplash
- White Fear

### Pubblicità televisive
- Speaker di Barbie, Depilzero, Buitoni, Acqua San Benedetto, Omsa Active e altre.

### Talent-show
- Alcune concorrenti delle versioni USA e Canada di MasterChef (2012-in corso)
- America's Next Top Model

## Spettacoli e concerti
- Japan Anime Live (2010)
- iDOL - AMBITION Live Concert (2012)
- iDOL 2.0 - Anime Tribute Live Concert (2017)

## Discografia

### InMagica DoReMi
| Anno | Titolo                          | Durata | Musica                       | Testo italiano  | Incisione | Note                                                                                           |
| ---- | ------------------------------- | ------ | ---------------------------- | --------------- | --------- | ---------------------------------------------------------------------------------------------- |
| 2001 | WE CAN DO                       | —      | Choku Asada, Ayumi Yasui     | Minako Aoyaki,? | —         | Cantata nel ruolo di Lullaby Segawa                                                            |
| 2001 | Half Point                      | —      | Keiko Mokuhon,Hidetoshi Sato | Sho Goto,?      | —         | Cantata nel ruolo di Lullaby Segawa                                                            |
| 2009 | Lupinus no Komoriuta (Acapella) | —      | Eri Takeda                   | ?               | —         | - Cantata nel ruolo di Lullaby Segawa - Versione italiana da pochi secondi del brano originale |

### InMy Little Pony - L'amicizia è magica
| Anno | Titolo                                          | Durata | Musica        | Testo italiano      | Incisione                     | Note                                                        |
| ---- | ----------------------------------------------- | ------ | ------------- | ------------------- | ----------------------------- | ----------------------------------------------------------- |
| 2011 | Affronta le tue paure                           | 1:13   | Daniel Ingram | Giancarlo Martino   | Songs of Friendship and Magic | Cantata/recitata come corista nel ruolo di Twilight Sparkle |
| 2011 | Basta inverno                                   | 3:24   | Daniel Ingram | Giancarlo Martino   | Songs of Friendship and Magic | Cantata nel ruolo di Twilight Sparkle                       |
| 2011 | L'arte del buon cucir (Reprise)                 | —      | Daniel Ingram | Giancarlo Martino   | —                             | Cantata come corista nel ruolo di Twilight Sparkle          |
| 2011 | Gran galà                                       | 3:21   | Daniel Ingram | Giancarlo Martino   | Songs of Friendship and Magic | Cantata nel ruolo di Twilight Sparkle                       |
| 2012 | The Heart Carol                                 | —      | Daniel Ingram | Marisa Della Pasqua | —                             | Cantata nel ruolo di Twilight Sparkle                       |
| 2012 | F.A.P.S.                                        | 1:41   | Daniel Ingram | Marisa Della Pasqua | Songs of Friendship and Magic | Cantata nel ruolo di Twilight Sparkle                       |
| 2012 | F.A.P.S. (Reprise)                              | —      | Daniel Ingram | Marisa Della Pasqua | —                             | Cantata nel ruolo di Twilight Sparkle                       |
| 2012 | L'amore è (prima versione)                      | —      | Daniel Ingram | Marisa Della Pasqua | —                             | Cantata nel ruolo di Twilight Sparkle                       |
| 2013 | Son pronta a questo, chi lo sa?                 | 1:45   | Daniel Ingram | Marisa Della Pasqua | Songs of Ponyville            | Cantata nel ruolo di Twilight Sparkle                       |
| 2013 | La canzone dei Pony di Cristallo                | 1:39   | Daniel Ingram | Marisa Della Pasqua | Songs of Ponyville            | Cantata nel ruolo di Twilight Sparkle                       |
| 2013 | La canzone del successo                         | 1:07   | Daniel Ingram | Marisa Della Pasqua | —                             | Cantata nel ruolo di Twilight Sparkle                       |
| 2013 | Buongiorno Ponyville mia                        | 0:46   | Daniel Ingram | Marisa Della Pasqua | —                             | Cantata nel ruolo di Twilight Sparkle                       |
| 2013 | Devo trovare un modo                            | 1:08   | Daniel Ingram | Marisa Della Pasqua | Songs of Ponyville            | Cantata nel ruolo di Twilight Sparkle                       |
| 2013 | Un vero amico                                   | 3:31   | Daniel Ingram | Marisa Della Pasqua | Songs of Ponyville            | Cantata nel ruolo di Twilight Sparkle                       |
| 2013 | Life in Equestria                               | —      | Daniel Ingram | Marisa Della Pasqua | —                             | Cantata nel ruolo di Princess Twilight Sparkle              |
| 2014 | Fruttapipistrelli                               | 2:22   | Daniel Ingram | Marisa Della Pasqua | Songs of Harmony              | Cantata nel ruolo di Princess Twilight Sparkle              |
| 2014 | Un bicchiere d'acqua                            | 1:55   | Daniel Ingram | Marisa Della Pasqua | Songs of Harmony              | Recitata nel ruolo di Princess Twilight Sparkle             |
| 2014 | Farai la tua parte                              | 3:04   | Daniel Ingram | Marisa Della Pasqua | Songs of Harmony              | Cantata nel ruolo di Princess Twilight Sparkle              |
| 2014 | Ricorda al tuo cuore che l'arcobaleno splenderà | 1:19   | Daniel Ingram | Marisa Della Pasqua | Songs of Harmony              | Cantata nel ruolo di Princess Twilight Sparkle              |
| 2017 | Amiche più che mai                              | —      | Daniel Ingram | Paola Della Pasqua  | —                             | Cantata nel ruolo di Princess Twilight Sparkle              |
| 2017 | Flawless                                        | —      | Daniel Ingram | Benedetta Brugia    | —                             | Cantata nel ruolo di Princess Twilight Sparkle              |
| 2018 | La canzone della scuola                         | —      | Daniel Ingram | ?                   | —                             | Cantata nel ruolo di Princess Twilight Sparkle              |
| 2018 | La scuola di amicizia                           | —      | Daniel Ingram | ?                   | —                             | Cantata nel ruolo di Princess Twilight Sparkle              |
| 2018 | One More Day                                    | —      | Daniel Ingram | ?                   | —                             | Cantata nel ruolo di Princess Twilight Sparkle              |
| 2018 | The True Gift of Gifting                        | —      | Daniel Ingram | ?                   | —                             | Cantata nel ruolo di Princess Twilight Sparkle              |
| 2019 | The Magic of Friendship Grows                   | —      | Daniel Ingram | ?                   | —                             | Cantata nel ruolo di Princess Twilight Sparkle              |

### InPokémon
| Anno | Titolo        | Durata | Musica                               | Testo | Incisione                                     | Note                          |
| ---- | ------------- | ------ | ------------------------------------ | ----- | --------------------------------------------- | ----------------------------- |
| 2000 | Doppio Guaio! | 3:53   | Louis Cortelezzi, Bob Mayo, Loeffler | —     | Pokémon - Le canzoni originali della serie Tv | Recitando nel ruolo di Jessie |

### InZatch Bell!
| Anno | Titolo              | Durata | Musica      | Testo                              | Incisione | Note                                                                            |
| ---- | ------------------- | ------ | ----------- | ---------------------------------- | --------- | ------------------------------------------------------------------------------- |
| 2008 | La canzone di Penny | —      | Kaoru Okubo | Makoto Raiku, Akatsuki Yamatoya, ? | —         | - Cantata nel ruolo di Penny - Versione italiana della canzone Watashi wa Patie |

### Altro
| Anno | Titolo                                     | Durata | Musica                     | Testo                                  | Incisione                                                                             | Note |
| ---- | ------------------------------------------ | ------ | -------------------------- | -------------------------------------- | ------------------------------------------------------------------------------------- | --- |
| 1972 | Una bimba povera                           | —      | ?                          | ?                                      | —                                                                                     | — |
| 1975 | Il millepiedi                              | —      | ?                          | ?                                      | —                                                                                     | — |
| 1999 | Come foglie d'autunno                      | 2:29   | Keiichi Oku                | Nicola Bartolini Carrassi              | Le più belle canzoni                                                                  | Versione italiana della sigla di Marmalade Boy; live @ Oscar dell'animazione 1998                                                              |
| 1999 | Broken Heart                               | —      | ?                          | Emanuela Pacotto                       | —                                                                                     | Esibizione live durante Anime Awards 1998 |
| 1999 | All You Need is Love                       | 5:18   | Joey Carbone, Naomi Tamura | Nicola Bartolini Carrassi              | Le più belle canzoni                                                                  | — |
| 1999 | Tokimeki Tonight                           | 3:49   | Manuel De Peppe            | Nicola Bartolini Carrassi              | Le più belle canzoni                                                                  | Sigla dell'Anime Awards, Oscar dell'animazione e del doppiaggio, 1994/98                                                                       |
| 2001 | My Honey Boy                               |        | ?                          | ?                                      |                                                                                       | |
| 2001 | My Virtual Boy                             | 1:51   | Fausto Cogliati            | Nicola Bartolini Carrassi              | Le più belle canzoni (album) - My Virtual Boy (EP)                                    | Sigla di apertura del format 'My virtual Boy', presentata durante la trasmissione 'Link' di Canale 5. Feat: Lucio Ravinale, Nicola B. Carrassi |
| 2001 | Virtual Love                               | 1:55   | Fausto Cogliati            | Nicola Bartolini Carrassi              | Le più belle canzoni (album) - My Virtual Boy (EP)                                    | Sigla di chiusura del format 'My virtual Boy', presentata durante la trasmissione 'Link di Canale 5. Feat: Lucio Ravinale, Nicola B. Carrassi  |
| 2003 | Le storie di Anna                          | —      | ?                          | ?                                      | —                                                                                     | — |
| 2007 | Barbie e le 12 Principesse danzanti        | —      | ?                          | ?                                      | —                                                                                     | — |
| 2016 | Favolananna                                | —      | Emanuela Pacotto           | Emanuela Pacotto                       | —                                                                                     | Sigla di una collana videografica di favole pubblicata dall'artista sul suo canale YouTube                                                     |
| 2017 | Trulli Tales - Le avventure dei Trullaleri | —      | Alessandro Boriani         | Fiorella Congedo e Maria Elena Congedo | Trulli Tales - Le avventure dei Trullalleri (Colonna sonora originale della serie TV) | Sigla della serie animata Trulli Tales |
| 2018 | Ted Mosby                                  | 3:22   | Shark & Groove             | Shark & Groove                         | —                                                                                     | Recitando nel ruolo di Bulma |

## Opere letterarie
- Favolananna, illustrazioni di Michela Frare, postfazione di Cristina Scabbia, Verona, Poliniani, 2021, ISBN 978-88-3211-868-1.

## Riconoscimenti
- Vince 2 oscar del doppiaggio nella categorie “Miglior Voce Femminile” (premio del pubblico) e “Miglior Doppiaggio di Anime” (Naruto) durante il Gran Galà del Doppiaggio (2007)
- Durante l'anteprima mondiale di CENSORS, riceve il riconoscimento ufficiale quale "Amica di Lucca Comics & Games" dal Presidente di Lucca Comics & Games, Francesco Caredio (1º novembre 2015)
- Vince 2 dei 6 oscar ricevuti dal web movie CENSORS in qualità di "Best SciFi/Fantasy Comedy Actress" e "Best Actress – "EXCELLENCE AWARDS" durante il Rome Web Fest (2016)
- Vince il premio come “Miglior Voce Femminile Storica dei Cartoni Animati” durante il festival Le Voci di Cartoonia (6 maggio 2017)